# Богема (журнал)
«Богема» — русский литературно-художественный журнал, основанный в 1915 году.

## История
Журнал публиковался в 1915 году в издательствах М. В. Силина (№ 1-3), С. Н. Черемхина (№ 4) и А. И. Лапицкого (№ 5-6). Редакция располагалась в квартире Михаила Андреевича Рейснера в Петрограде (Загородный проспект, д. 40, кв. 11).
Журнал был закрыт «за вольномыслие» после шестого номера. В ноябре 1915 года был возрожден Рейснерами под названием «Рудин». Выпускался до 1916 года, вышло 8 номеров.
В журнале публиковали свои произведения поэты и писатели Л. М. Рейснер, В. А. Злобин, А. К. Лозина-Лозинский, П. С. Езерский, А. С. Балагин, В. П. Холодковский; художники А. И. Гегелло, П. А. Шиллинговский, С. Скерновицкий, Л. В. Слендзинский, Л. В. Руднев, Н. В. Лермонтова и другие.